# Munții Coastei
Munții Coastei (en. Coast Mountains) sunt un lanț muntos din Canada. Ei se întind de la Munții Cascadelor (Cascade Range) spre nord de-a lungul coastei canadiene de vest, (țărmul Pacificului) peste Munții Saint Elias, până în Alaska, iar spre sud peste Sierra Nevada (SUA), până în Mexic. Granița sudică a masivului este marcată de valea lui Fraser River care este cel mai lung râu din Columbia Britanică. Munții au o lungime de 1600 km și o lățime 200 km, flora este reprezentată de păduri dese, lanțul lor fiind întretăiat de fiorduri. Cel mai înalt vârf fiind Mount Waddington ( 4.019 m), pe când regiunea muntelui Silverthrone Mountain este acoperită de cel mai mare ghețar din cadrul masivului. 

## Munți mai importanți
| - Mount Waddington (4019 m) - Monarch Mountain (3555 m) - Mount Queen Bess (3298 m) - Razorback Mountain (3183 m) - Mount Ratz (3090 m) - Scud Peak (2987 m) | - Skihist Mountain (2968 m) - Wedge Mountain (2892 m) - Mount Silverthrone (2860 m) - Otter Mountain (2692 m) - Kwatna Peak (2290 m) |